# El món d'ahir (revista)
El món d'ahir és una revista d'història publicada en català per Minoria Absoluta, que agafa el nom d'una obra autobiogràfica de l'escriptor jueu austríac Stefan Zweig. Es tracta d'una publicació en paper, d'unes 200 pàgines, que surt amb periodicitat trimestral i especial atenció al seu disseny i a la qualitat literària. S'autodefineix amb l'etiqueta d'història d'autor. Està dirigida per Toni Soler, amb Jordi Sellas com a director executiu.
La revista fou presentada el 14 de desembre de 2016 en un acte al Mirador del Centre de Cultura Contemporània de Barcelona, amb una taula rodona coordinada per Anna Guitart i integrada per Francesc Serés, Antonio Baños i Ada Castells. En el seu primer número hi van col·laborar personatges com Eduardo Mendoza, Francesc Serés, Antony Beevor, Empar Moliner, Jordi Graupera, Guillem Martínez, Ariadna Trillas, Jordi Carrión, Joan Safont i Manuel Jabois, sent la majoria de textos originals per a l'ocasió.

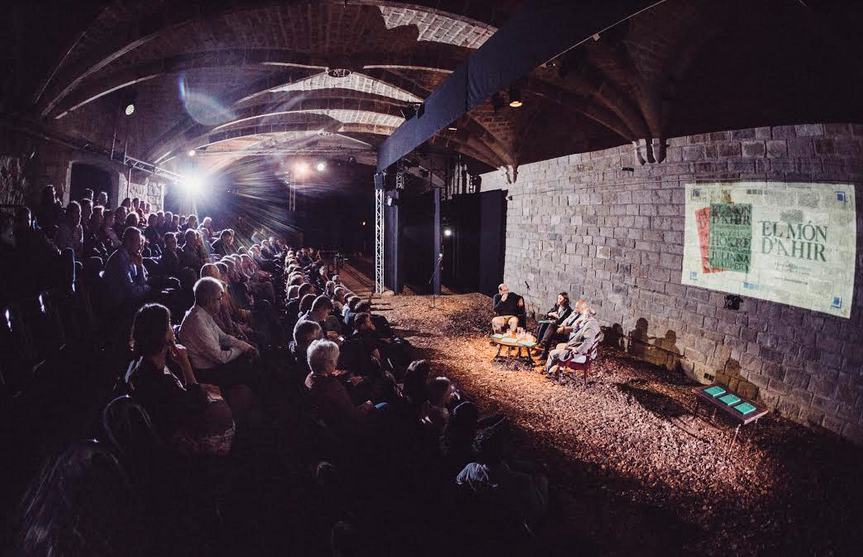
Presentació d'un dels números de la revista

Segons els seus promotors, l'objectiu de la mateixa no és divulgar, analitzar o descobrir, assegura el director de la revista, Toni Soler, sinó que Està pensada per gaudir del plaer de llegir, segons Jordi Sellas. Es tracta d'un espai híbrid entre la literatura, el periodisme i l'assaig i pretén reivindicar el plaer de llegir història. Més enllà dels articles, disposa de tres seccions fixes, una on Joan Fontcuberta reflexiona sobre el món de la fotografia, un altre on Xavier Antich compara iconografies, i una última secció sobre cartografia. En principi, la revista deixarà als escriptors triar la llengua en què volen que es publiquin els seus articles.